# Harringay

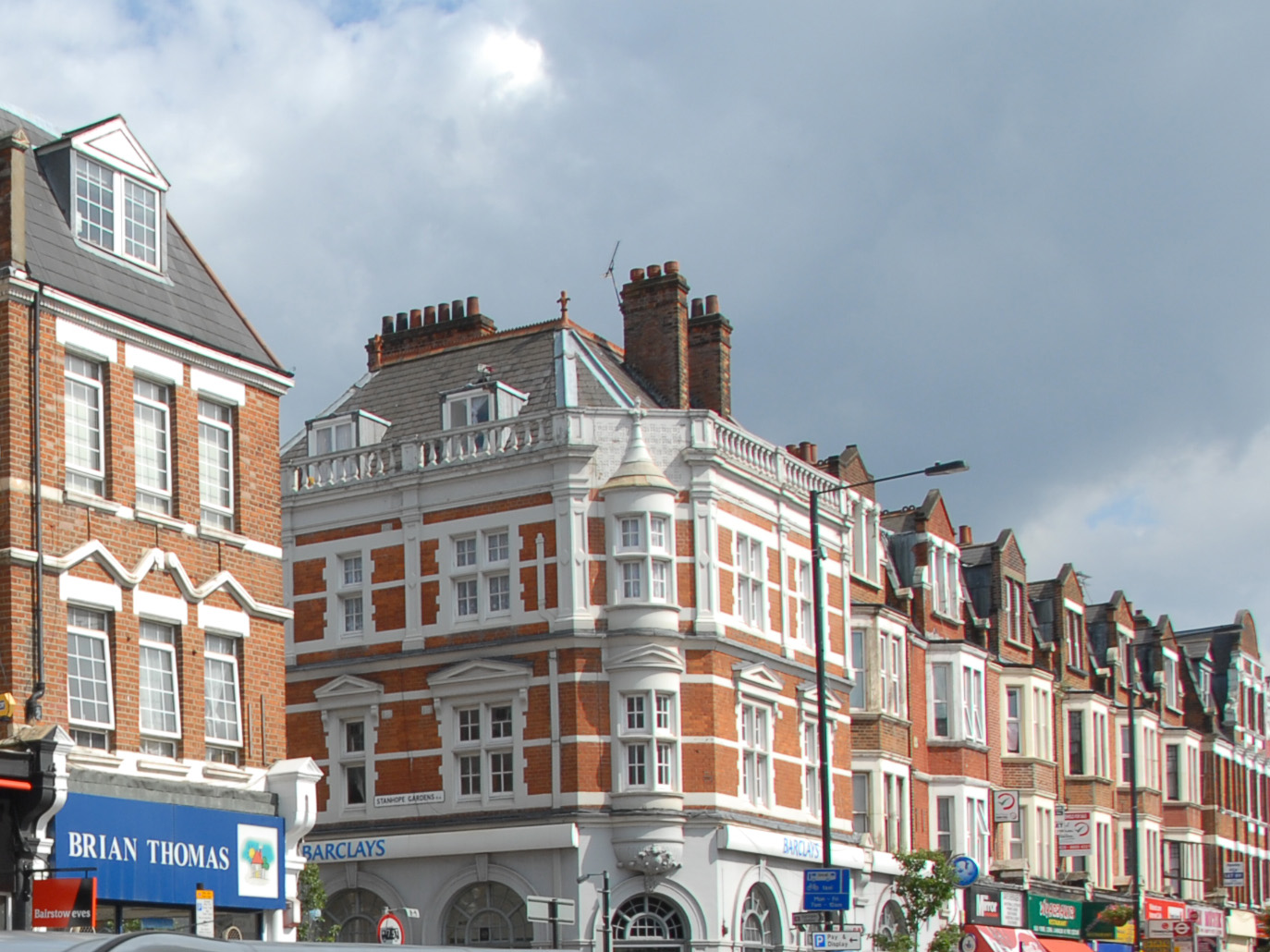
Il viale principale di Harringay

Harringay è un quartiere situato nell'area di North London, nel borgo londinese di Haringey, circa 9 chilometri a nord-est di Charing Cross.
Quartiere con una vivacissima attività commerciale, Harringay è attraversato da un canale artificiale chiamato New River. Situato anticamente al confine fra i municipi di Tottenham e di Hornsey, al momento della fusione fra questi due nel 1965 una storpiatura del suo nome diede il nome al nuovo unico borgo di Haringey.
Il quartiere si è sviluppato nel XIX secolo e ha adottato l'antico nome del quartiere prossimo di Hornsey, con il quale condivide la stessa etimologia.